# Shigar
Shigar è una città dell'omonimo distretto nella regione settentrionale del Gilgit-Baltistan, in Pakistan. La città sorge sulle rive del fiume Shigar ed è uno dei principali punti di partenza per le spedizioni alpinistiche, soprattutto verso il K2.

## Monumenti e luoghi di interesse
- Roccaforte di Shigar
- Moschea Amburiq
- Moschea Chacqchan
- Moschea Khirilgiong
- Tomba di Syed Mir Ya'hea